# Prémio Ariel
O Ariel é o maior prêmio dado pela Academia Mexicana de Artes e Ciências Cinematográficas para o melhor do cinema mexicano, a cerimônia é realizada anualmente. Este prêmio é o de maior prestígio da indústria de cinema Mexicano. A figura de Ariel é a estátua de um homem desenhado pelo escultor mexicano Ignacio Asúnsolo.
A estatua do Ariel foi desenhada por Ignacio Asúnsolo, o original atualmente se encontra no interior dos Estudios Churubusco, na Cidade do México. O nome Ariel foi inspirado pela série de textos do autor uruguaio José Enrique Rodó, que inspirou jovens latino-americanos nas quatro primeiras décadas do Século XX.

## Historia do prêmio
O Ariel, um prêmio criado em reconhecimento e incentivo para os valores-chave do cinema mexicano em seus vários ramos, nascido sob a influência do livro homônimo publicado em 1900 pelo escritor uruguaio José Enrique Rodo (1872-1917), uma coleção de seis pequenos textos que impressionou fortemente os jovens de seu tempo , pelo menos durante as primeiras quatro décadas do século XX. Ariel Rodo é uma chamada para o panamericanismo e na defesa da unidade, liberdade e autonomia da cultura latino-americana, em grande parte em oposição ao utilitarismo e do pragmatismo da ideologia americana. Inspirado por sua vez por William Shakespeare, A Tempestade, no qual Ariel é o gênio do ar libertado da escravidão por Próspero, Ariel Rodo também é uma ode ao espírito livre, a busca da perfeição, ao heroísmo na ação e bom gosto na arte.

### Categorias da premiação
- Ariel de Ouro
- Ariel de Melhor Filme
- Ariel de Melhor Diretor
- Ariel de Melhor Ator
- Ariel de Melhor Atriz
- Ariel de melhor Ator coadjuvante
- Ariel de melhor Atriz coadjuvante
- Ariel de Melhor Roteiro Original
- Ariel de Melhor Fotografia
- Ariel de Melhor Edição
- Ariel de melhor música composta para cinema
- Ariel de Melhor Som
- Ariel de Melhor Desenho de Arte
- Ariel de Melhor Figurino
- Ariel de Melhor Maquiagem
- Ariel de Melhor Efeitos Especiais
- Ariel de Melhor Estreia
- Ariel de Melhor Curta Documental
- Ariel de Melhor Documentário
- Ariel de Melhor Animação
- Ariel de Melhor Curta metragem de ficção
- Ariel de Melhor Curta metragem de Animação
- Ariel de Melhor Filme Ibero-Americano
- Ariel de Melhor Atuação infantil
- Ariel da Melhor Atuação juvenil
- Ariel de Melhor Ambientação
- Ariel de Melhor argumento original
- Ariel de Melhor Curta educativo, científico ou de divulgação artística
- Ariel de Melhor cenário
- Ariel de Melhor Roteiro Adaptado
- Ariel de Melhor Roteiro de cinema
- Ariel de Melhor música de fundo
- Ariel de Melhor média-metragem de ficção